# Tušická Nová Ves
Tušická Nová Ves este o comună slovacă, aflată în districtul Michalovce din regiunea Košice. Localitatea se află la altitudinea de 108 m deasupra n.m., se întinde pe o suprafață de 4,33 km2 și în 2017 număra 527 de locuitori.

## Istoric
Localitatea Tušická Nová Ves este atestată documentar din 1342.

## Demografie
| An:                | 1994 | 2004   | 2014   | 2024   |
| ------------------ | ---- | ------ | ------ | ------ |
| Număr de persoane: | 622  | 585    | 555    | 506    |
| Diferență:         |      | −5,94% | −5,12% | −8,82% |

| An:                | 2023 | 2024   |
| ------------------ | ---- | ------ |
| Număr de persoane: | 509  | 506    |
| Diferență:         |      | −0,58% |